# Șelpakî, Pidvolociîsk
Șelpakî (în ucraineană Шельпаки) este un sat în comuna Lîsîciînți din raionul Pidvolociîsk, regiunea Ternopil, Ucraina.

## Demografie
Componența lingvistică a localității Șelpakî
     Ucraineană (100%)
Conform recensământului din 2001, toată populația localității Șelpakî era vorbitoare de ucraineană (100%).